# Guvernul Natalia Gavrilița
Guvernul Natalia Gavrilița a fost cabinetul de miniștri care a guvernat Republica Moldova din 6 august 2021 până la 16 februarie 2023. Guvernul a fost învestit cu votul a 61 deputați. Cum Partidul Acțiune și Solidaritate are majoritate în Parlamentul Republicii Moldova, guvernul este majoritar absolut PAS. La 10 februarie 2023, Natalia Gavrilița a demisionat împreună cu întreg cabinetul, însă executivul a rămas interimar până la votarea noii garnituri guvernamentale, la data de 16 februarie 2023.

## Componența cabinetului
Guvernul Republicii Moldova are 13 miniștri, dintre care 4 sunt ridicați la rang de viceprim-miniștri. Bașcanul Găgăuziei este membru ex-officio în Guvern. Din punct de vedere politic, doar Natalia Gavrilița și alți 4 miniștri sunt membri PAS, ceilalți nefiind afiliați politic.
| Minister                                              | Nume                | Portet | Partid       | În funcție din    | Până la                                                       |
| ----------------------------------------------------- | ------------------- | ------ | ------------ | ----------------- | ------------------------------------------------------------- |
| Prim-ministru                                         | Natalia Gavrilița   |        | PAS          | 6 august 2021     | 16 februarie 2023                                             |
| Viceprim-miniștri                                     |                     |        |              |                   |                                                               |
| Ministru al Afacerilor Externe și Integrării Europene | Nicu Popescu        |        | Independent  | 6 august 2021     | 16 februarie 2023 (activitate continuată în guvernul următor) |
| Ministru al Infrastructurii și Dezvoltării Regionale  | Andrei Spînu        |        | PAS          | 6 august 2021     | 16 februarie 2023                                             |
| Viceprim-ministru pentru Reintegrare                  | Vladislav Kulminski |        | Independenți | 6 august          | 5 noiembrie 2021                                              |
| Viceprim-ministru pentru Reintegrare                  | Oleg Serebrian      |        | Independenți | 19 ianuarie 2022  | 16 februarie 2023 (activitate continuată în guvernul următor) |
| Viceprim-ministru pentru Digitalizare                 | Iurie Țurcanu       |        | Independenți | 6 august 2021     | 16 februarie 2023                                             |
| Miniștri                                              |                     |        |              |                   |                                                               |
| Ministru al Afacerilor Interne                        | Ana Revenco         |        | Independenți | 6 august 2021     | 16 februarie 2023 (activitate continuată în guvernul următor) |
| Ministru al Agriculturii și Industriei Alimentare     | Viorel Gherciu      |        | Independenți | 6 august 2021     | 8 iulie 2022                                                  |
| Ministru al Agriculturii și Industriei Alimentare     | Vladimir Bolea      |        | PAS          | 8 iulie 2022      | 16 februarie 2023 (activitate continuată în guvernul următor) |
| Ministru al Apărării                                  | Anatolie Nosatîi    |        | Independenți | 6 august 2021     | 16 februarie 2023 (activitate continuată în guvernul următor) |
| Ministru al Culturii                                  | Sergiu Prodan       |        | Independenți | 6 august 2021     | 16 februarie 2023 (activitate continuată în guvernul următor) |
| Ministru al Economiei                                 | Sergiu Gaibu        |        | Independenți | 6 august 2021     | 16 noiembrie 2022                                             |
| Ministru al Economiei                                 | Dumitru Alaiba      |        | Independenți | 18 noiembrie 2022 | 16 februarie 2023 (activitate continuată în guvernul următor) |
| Ministru al Educației și Cercetării                   | Anatolie Topală     |        | Independenți | 6 august 2021     | 16 februarie 2023 (activitate continuată în guvernul următor) |
| Ministru al Finanțelor                                | Dumitru Budianschi  |        | PAS          | 6 august 2021     | 16 februarie 2023                                             |
| Ministru al Justiției                                 | Sergiu Litvinenco   |        | PAS          | 6 august 2021     | 16 februarie 2023                                             |
| Ministru al Mediului                                  | Iuliana Cantaragiu  |        | PAS          | 6 august 2021     | 8 septembrie 2022                                             |
| Ministru al Mediului                                  | Rodica Iordanov     |        | Independenți | 18 noiembrie 2022 | 16 februarie 2023 (activitate continuată în guvernul următor) |
| Ministru al Muncii și Protecției Sociale              | Marcel Spatari      |        | Independenți | 6 august 2021     | 9 ianuarie 2023                                               |
| Ministru al Muncii și Protecției Sociale              | Alexei Buzu         |        | Independenți | 9 ianuarie 2023   | 16 februarie 2023 (activitate continuată în guvernul următor) |
| Ministru al Sănătății                                 | Ala Nemerenco       |        | Independenți | 6 august 2021     | 16 februarie 2023 (activitate continuată în guvernul următor) |
| Membru ex-officio                                     |                     |        |              |                   |                                                               |
| Guvernator (Bașcan) al UTA Găgăuzia                   | Irina Vlah          |        | Independentă | 15 aprilie 2015   | 16 februarie 2023 (activitate continuată în guvernul următor) |

## Remanieri guvernamentale
Viceprim-ministrul pentru Reintegrare Vladislav Kulminski și-a dat demisia din motive personale în 5 noiembrie 2021. Acesta a fost înlocuit de Oleg Serebrian, începând cu 19 ianuarie 2022.
Ministrul agriculturii și industriei alimentare, Viorel Gherciu, a fost revocat din funcție la data de 8 iulie 2022. În aceeași dimineață, Vladimir Bolea a depus jurământul în fața prim-ministrului.
Ministrul mediului, Iuliana Cantaragiu, a demisionat în data de 8 septembrie 2022, după ce a fost criticată de prim-ministru pentru lipsa de acțiune o zi mai devreme. Ulterior, într-o conferință de presă, zâmbind, Cantaragiu a declarat că „sunt lucruri care trebuiau făcute și nu au fost făcute, da, și?”. De altfel, o măsură criticată a fost lansarea unui site pentru lemne de foc, ca soluție de alternativă pentru consumul de gaze.

## Istoric
Natalia Gavrilița a fost desemnată în calitate de candidat la funcția de prim-ministru în data de 30 iulie 2021, după ce PAS a obținut majoritatea parlamentară absolută. Echipa guvernamentală a fost prezentată pe 3 august. Parlamentul Republicii Moldova a votat garnitura guvernamentală și programul electoral în data de 6 august, cu 61 de voturi „pentru”. Cabinetul este format majoritar de membri independenți din punct de vedere politic, doar câteva ministere fiind ocupate de membri de partid ai PAS. La momentul votării listei de miniștri a fost votat și programul guvernamental, acesta fiind intitulat „Moldova vremurilor bune”, aluzie la sloganele de campanie utilizate de PAS în ultimele campanii electorale (ex: „E vremea oamenilor buni", „Pornim vremurile bune") și conține 45 de pagini.

### Pandemia de COVID-19
Cabinetul de miniștri s-a confruntat cu noi creșteri de cazuri de COVID-19, începând cu luna septembrie 2021. Drept urmare, starea de urgență în sănătate publică a fost proclamată a treia oară, la nivel național, începând cu 10 septembrie. Aceasta a fost prelungită pe 30 noiembrie 2021, 15 ianuarie și 15 martie 2022. După data de 15 aprilie, starea de urgență nu a mai fost prelungită, ceea ce a presupus eliminarea măsurilor. În paralel, campania de vaccinare împotriva COVID-19 a continuat.

### Criza gazelor naturale din toamna anului 2021
Contractul cu Gazprom pe care Republica Moldova îl avea a expirat la 1 octombrie 2021. Cu toate acestea, ambele părți au stabilit prelungirea contractului pentru încă 30 de zile. Gazprom a livrat gaze în cantități de 3 ori mai mici, la prețuri și de 790 de dolari la mia de metri cub, comparativ cu prețul de 550 de dolari cu o lună în urmă. Comparativ cu anul trecut, Republica Moldova achita costuri de 5 ori mai mari. Guvernul de la Chișinău a operat diverse măsuri de avarie, incluzând pornirea sistemelor de încălzire pe păcură. În acest timp, negocierile cu Federația Rusă au continuat, însă în paralel Republica Moldova a avut și discuții cu alte țări, inclusiv România. Moldova a intrat în stare de urgență pe seama crizei energetice pentru 30 de zile, începând cu 22 octombrie. Președintele Republicii Moldova, Maia Sandu, a discutat personal cu Dmitri Kozak privind problema gazelor.  Viceprim-ministrul Republicii Moldova și ministrul Infrastructurii și Dezvoltării Regionale al Republicii Moldova, Andrei Spînu, a reușit să ajungă la un consens cu Federația Rusă, în avantajul Republicii Moldova. Noul contract are o durată de 5 ani și include prețul cerut de Guvernul de la Chișinău. De asemenea, în ceea ce privește chestiunea achitării datoriilor, Spînu a declarat că Rusia a fost de acord ca un audit independent să stabilească circumstanțele în 2022. 

### Criza gazelor naturale din ianuarie 2022
Republica Moldova a întâmpinat probleme economice în a achita factura aferentă importului de gaze naturale către Gazprom până la data de 20 ianuarie 2022. Andrei Spînu a declarat că statul poate achita doar 38 din 63 de milioane de dolari. În replică, Gazprom nu a fost de acord cu amânarea plăților, motivând că gazele nu pot fi furnizate gratuit. Cabinetul Gavrilița a instaurat starea de urgență pe o perioadă de 60 de zile și a anunțat că va apela la bugetul de stat pentru găsirea fondurilor necesare. Pe fondul destabilizării economice cauzate de războiul din Ucraina, Guvernul Republicii Moldova a prelungit starea de urgență în martie și iunie 2022.

### Războiul din Ucraina
Pentru a contracara dezinformarea, guvernul condus de Natalia Gavrilița a deschis un canal guvernamental de Telegram, numit „Prima Sursă”. Pe acesta, autoritățile publică știri adevărate și combat minciunile și dezinformările.
O delegație română formată din președintele României, Klaus Iohannis, și prim-ministrul român, Nicolae Ciucă, au avut întrevederi la Chișinău cu Maia Sandu și Natalia Gavrilița pe 16 martie 2022 prin care partea română a reconfirmat sprijinul oferit pentru Republica Moldova.
Președintele Federației Ruse, Vladimir Putin, a anunțat pe 23 martie că plățile pentru gazul natural exportat de Rusia vor fi acceptate doar în ruble rusești în cazul „statelor neprietenoase”, ca răspuns la sancțiunile pe care occidentul le-a intentat. Viceprim-ministrul Andrei Spînu a anunțat că declarația nu se referă la Republica Moldova.
Situația economică a Republicii Moldova s-a degradat constant de la începutul războiului, fiind a doua țară din Europa la nivelul scumpirilor produselor.